# Чернов, Вадим Васильевич
Вадим Васильевич Чернов (1924—2002) — советский учёный и основоположник информационно-измерительных систем ракетно-космической техники, участник создания и запуска  первого в мире искусственного спутника Земли космического аппарата «Спутник-1» (1957), доктор технических наук (1970), профессор (1974), действительный член Российской академии космонавтики имени К. Э. Циолковского. Заслуженный деятель науки и техники РСФСР.

## Биография
Родился 17 октября 1924 года в Москве.

### Образование и начало деятельности
С 1941 по 1942 год работал на Отделении геолого-географических наук Академии наук СССР в должности лаборанта. С 1942 по 1947 год обучался на самолётостроительном факультете Московского авиационного института имени Серго Орджоникидзе.

### ВОКБ-1и создание ракетно-космической техники
С 1947 по 1966 год на научно-исследовательской работе в ОКБ-1 НИИ-88 (с 1966 — Центральное конструкторское бюро экспериментального машиностроения) под руководством С. П. Королёва, работал в должностях: техника, инженера, руководителя группы и сектора.
Чернов занимался отработкой систем бортовых измерений и проектированием телеметрических систем для первой и второй баллистической оперативно-тактической ракеты «Р-1» и «Р-2» созданных на базе ракеты A4 («Фау-2») немецкого конструктора Вернера фон Брауна. Чернов внёс весомый вклад в подготовку и осуществление пусков первого в мире искусственного спутника Земли космического аппарата «Спутник-1», принимал участие в разработке, изготовления и лётно-конструкторских испытаниях первого советского спутника связи «Молния-1». В. В. Чернов участвовал в создании многоместного транспортного пилотируемого космического корабля «Союз» а так же его версий — «Союз 7К-ОК» и «Союз 7К-Т»
.
21 декабря 1957 года Указом Президиума Верховного Совета СССР «За создание и запуск Первого в мире искусственного спутника Земли» В. В. Чернов был награждён Орденом Трудового Красного Знамени.

### ВНИИ измерительной техники
С 1966 по 1990 год на научно-исследовательской работе в Научно-исследовательский институт измерительной техники (в дальнейшем НПО измерительной техники) в должностях: руководителя теоретического отдела и научно-исследовательского отделения. Чернов занимался исследованиями в области обеспечения измерительными средствами испытаний и наземной и лётной отработки ракетно-космической техники. Чернов был участником создания и испытаний систем телевизионных измерений при отработке ракет-носителей
космических аппаратов и баллистических ракет.

### Научно-педагогическая деятельность
В 1958 году Чернову ВАК СССР без защиты диссертации была присуждена учёная степень кандидат технических наук. В 1970 году он защитил диссертацию на соискание учёной степени доктор технических наук, в 1974 году ему было присвоено учёное звание профессор. Одновременно с основной деятельностью В. В. Чернов занимался и педагогической работой в аэрокосмическом факультете Московского авиационного института имени Серго Орджоникидзе. Чернов избирался действительным членом Российской академии космонавтики имени К. Э. Циолковского и Российской инженерной академии имени А. М. Прохорова. В. В. Чернов являлся автором многочисленных свидетельств на изобретения в области ракетно-космической техники.

### Смерть
Скончался 19 января 2002 года в Москве, похоронен на Рогожском кладбище.

## Награды
- Орден Трудового Красного Знамени (№ 264/38 от 21 декабря 1957 года «За создание и запуск Первого в мире искусственного спутника Земли»)
- Орден «Знак Почёта»
- Заслуженный деятель науки и техники РСФСР[1][2][6][3]